# Ràdio Flaixbac
Flaixbac és una emissora propietat del Grup Flaix inaugurada l'1 de novembre de l'any 1994. L'emissora es caracteritza per ser una ràdio musical en català on s'emeten els darrers èxits de la música en català, música dance, música electrònica i pop internacional del moment. És una emissora feta per gent jove per a gent jove. Gràcies a una llengua col·loquial, viva i natural, i amb el suport de les noves tecnologies, el 2012 ja havia reeixit a atraure més de 600.000 oients diaris, bona part dels quals són joves castellanoparlants.
Per l'abril del 2019 es va decidir canviar la línia de només cançons anglosaxones, americanes i algunes en català a donar una mica més de presència al pop espanyol i el pop llatí, passant a formar part d'un 35% a la programació musical.
Emet a través de la freqüència modulada als Països Catalans i per Internet a qualsevol punt del món. El seu eslògan és «només èxits» que també fa servir per a compilacions que edita. Des de 2015 fins a principis de 2018 va ser l'emissora musical més escoltada de Catalunya i el seu eslògan actual és també «la ràdio musical de Catalunya». A la primavera de 2021 Flaixbac és la segona emissora musical més escoltada a Catalunya, només per darrere de los 40 principales.

## Programes
- El matí i la mare que el va parir (06.00-12.00) un programa despertador d'humor, diferents seccions (televisió, el temps, el trànsit, esports...), i música. Equip: Carles Pérez, Marc Casanovas, Clara Bosch, Oriol Dalmau, El Gran Germán i altres col·laboradors.[8] El 2016 va rebre un Premi Nacional de Comunicació.[9][10]
- Només èxits presentant per Xavid Dalmau, Jordi Plans, Àlex Mata, Juan Sobrino, Andreu Presas i Eudald Puig
- Bacstage (20.00-23.00) presentat per Josep Moragas. Un programa de propostes originals, actualitat i entrevistes rellevants de la indústria musical.
- La Llista Flaixbac presentat per Jordi Cuadras, un programa que repassa els 45 èxits del moment, diumenges de 17.00-21.00.
- Feedbac, espai de dedicatòries, presentat per Albert Planadevall i Mar Arans.
- Club Flaixbac, presentat per Marc Frigola, de dilluns a divendres de 23.00-01.00.
- El Vermut de Llucià Ferrer, show en directe amb presència de famosos i cultura de vermut
- Sessió Flaixbac, sessions de música amb Andreu Presas.

## Publicacions
- Només èxits (2007): doble CD amb els 28 èxits que van marcar l'any 2007.
  - El recopilatori (2009): doble CD amb 20 èxits actuals i 20 més dels anys 80, 90 i 2000.
  - Només èxits (2012): doble CD amb 30 èxits que han marcat l'any 2012.
  - Només èxits (2013) : doble CD amb les 34 cançons més imprescindibles de l'any.
  - Només èxits (2015): doble CD amb les 36 cançons més imprescindibles de l'any.
  - Només èxits (2016): doble CD amb les 36 cançons més imprescindibles de l'any.
  - Només èxits (2017): triple CD amb les 48 cançons més imprescindibles de l'any.